# Pelham, New Hampshire
Pelham är en kommun (town) i Hillsborough County i delstaten New Hampshire, USA med 12 897 invånare (2010). 

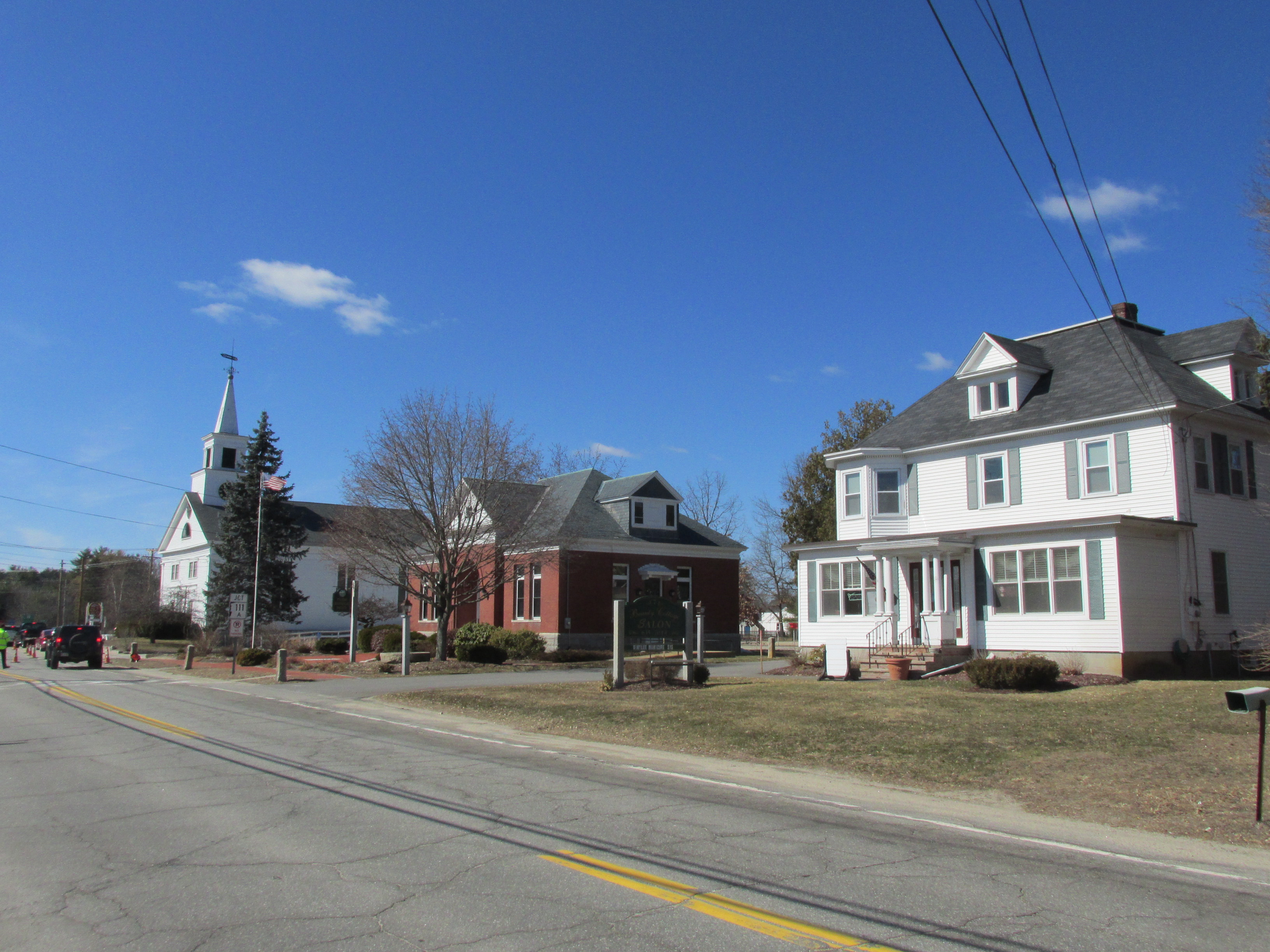